# Sericomyrmex aztecus
Sericomyrmex aztecus är en myrart som beskrevs av Auguste-Henri Forel 1885. Sericomyrmex aztecus ingår i släktet Sericomyrmex och familjen myror. Inga underarter finns listade i Catalogue of Life.